# Hypolimnas antilope
Espèce

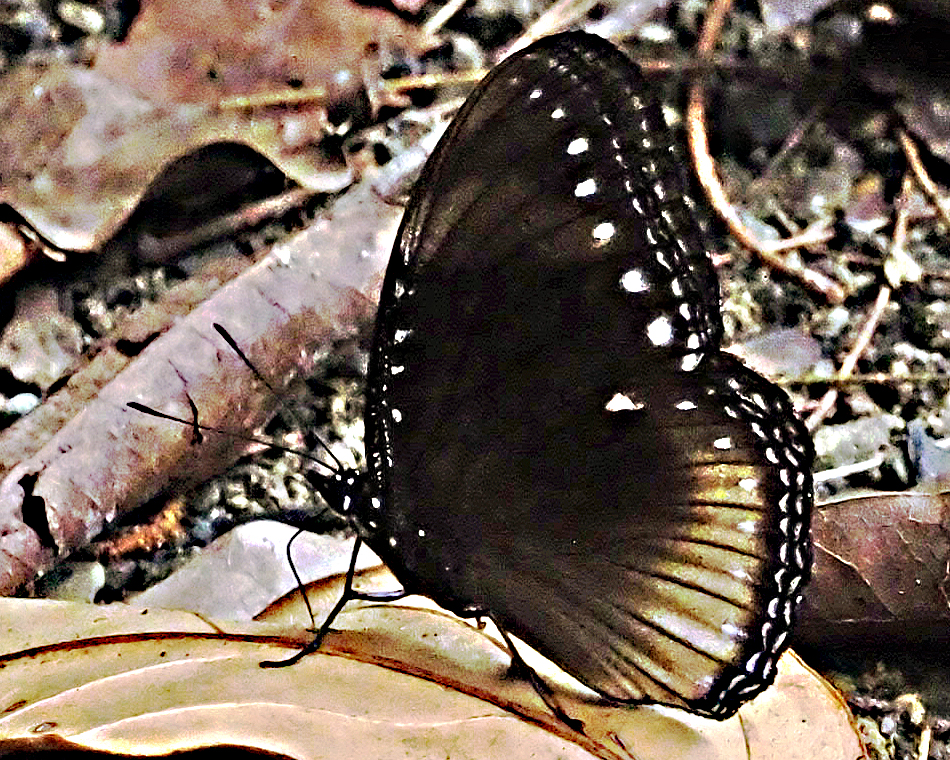
Hypolimnas antilope shortlandica mâle aspirant de sels minéraux

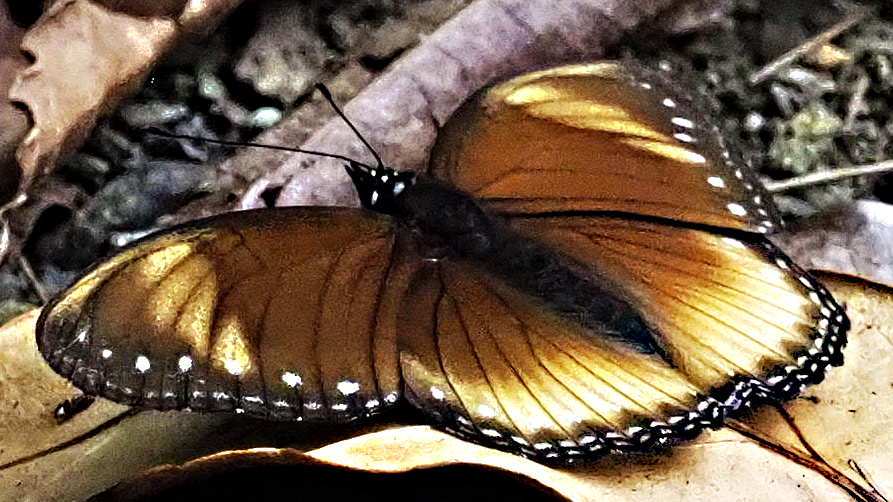
Hypolimnas antilope shortlandica posé au sol

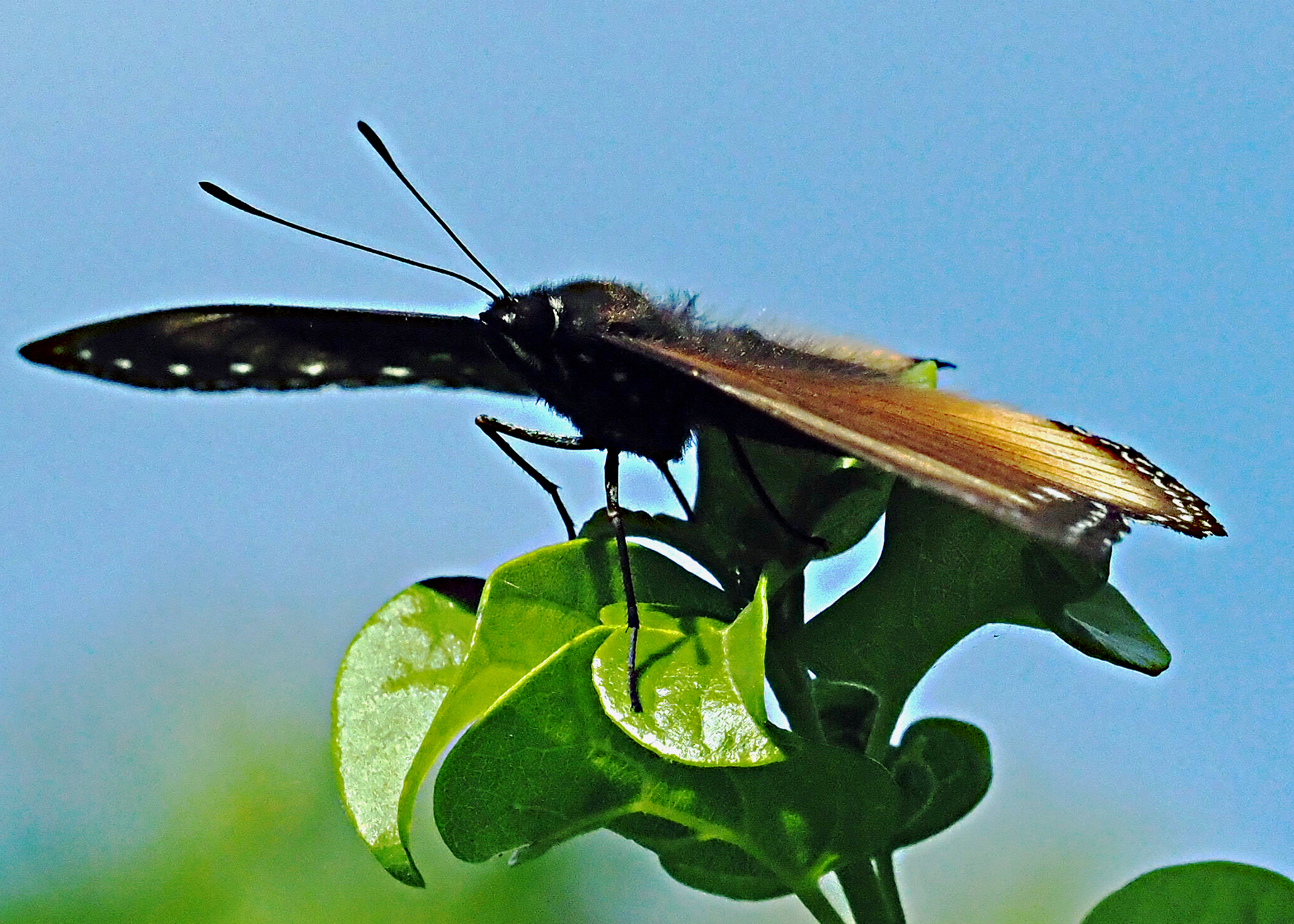
Hypolimnas antilope shortlandica mâle en hill-top sur Premnia serratifolia

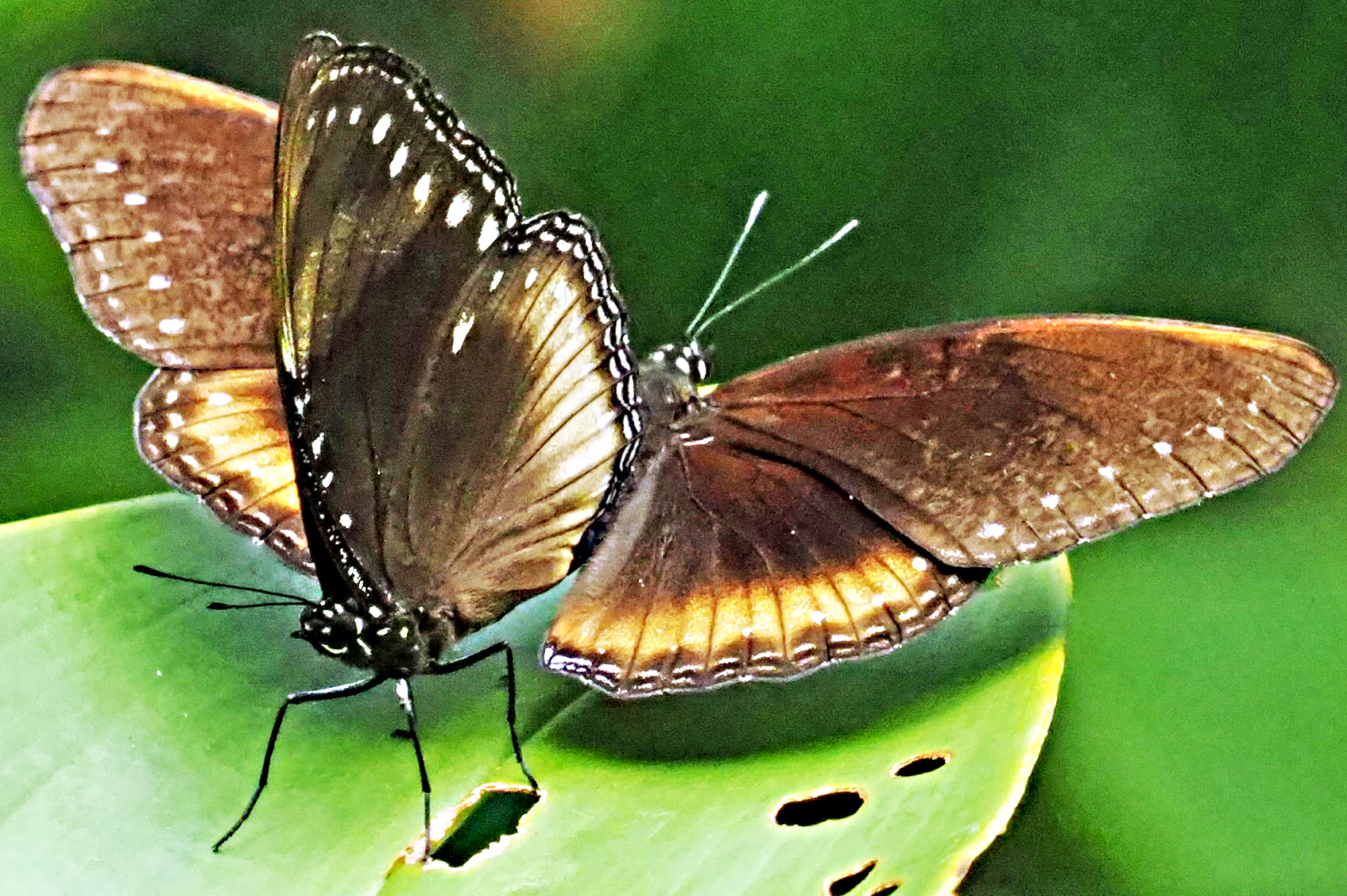
Hypolimnas antilope shortlandica accouplement

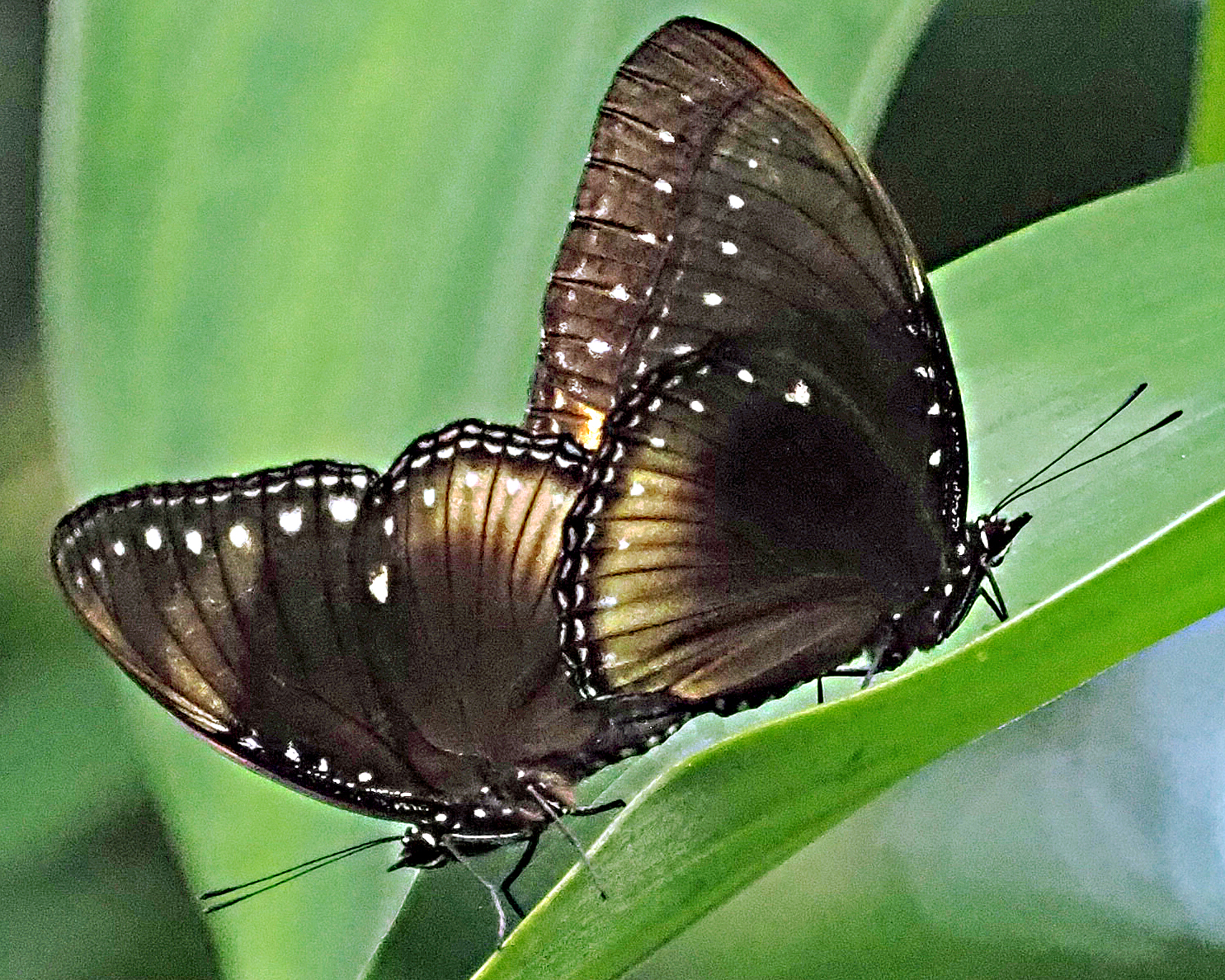
Hypolimnas antilope, accouplement (mâle à gauche, femelle à droite)

Hypolimnas antilope est un insecte lépidoptère  de la famille des Nymphalidae, de la sous-famille des Nymphalinae et du genre Hypolimnas.

## Dénomination
Le nom d'Hypolimnas antilope a été donné par Pieter Cramer en 1777.

### Sous-espèces
- Hypolimnas antilope antilope
- Hypolimnas antilope albomela Howarth ; aux îles Salomon.
- Hypolimnas antilope  maglovius Fruhstorfer ;
- Hypolimnas antilope mela Fruhstorfer, 190 ;) dans le sud-est de la Nouvelle-Guinée et en Papouasie.
- Hypolimnas antilope quinctinus Fruhstorfer ;
- Hypolimnas antilope scopas Godman et Salvin ; aux îles Salomon.
- Hypolimnas antilope shortlandia Ribb ; aux îles Salomon et en Nouvelle-Calédonie
- Hypolimnas antilope wagneri Clark ;

En Nouvelle-Calédonie pour certains ce ne serait pas une sous-espèce d' Hypolimnas antilope mais une espèce  Hypolimnas shortlandica et même sa sous-espèce Hypolimnas shortlandica lutescens.

## Description
C'est un grand papillon marron d'une envergure de 7 à 8 cm aux ailes antérieures au bord concave. Les ailes sont ornées d'un ligne marginale de chevrons blancs et d'une ligne de points blancs. Le revers est marron avec la même ornementation.

## Biologie

### Plantes hôtes
Les plantes hôtes de sa chenille sont Pipturus argenteus et Pipturus incanicus,.

## Écologie et distribution
Il est présent en Malaisie, aux Philippines, en Nouvelle-Guinée, en Australie et en Nouvelle-Calédonie à Grande Terre,.

### Protection
Pas de statut de protection particulier.